# Egra
Egra é uma cidade e um município no distrito de Midnapur, no estado indiano de Bengala Ocidental.

## Geografia
Egra está localizada a 21° 54′ N, 87° 32′ L. Tem uma altitude média de 11 metros (36 pés).

## Demografia
Segundo o censo de 2001, Egra tinha uma população de 25 180 habitantes. Os indivíduos do sexo masculino constituem 51% da população e os do sexo feminino 49%. Egra tem uma taxa de literacia de 69%, superior à média nacional de 59,5%: a literacia no sexo masculino é de 77% e no sexo feminino é de 61%. Em Egra, 13% da população está abaixo dos 6 anos de idade.